# إليونورا جيورجي
إليونورا جيورجي (بالإيطالية: Eleonora Giorgi)‏ هي كاتبة سيناريو ومنتجة أفلام ومخرجة وممثلة إيطالية، ولدت في 21 أكتوبر 1953 بروما في إيطاليا.

## أعمالها
- اباسیوناتا (1974)

## وصلات خارجية
- إليونورا جيورجي على موقع IMDb (الإنجليزية)
- إليونورا جيورجي على موقع ألو سيني (الفرنسية)
- إليونورا جيورجي على موقع ميوزك برينز (الإنجليزية)
- إليونورا جيورجي على موقع أول موفي (الإنجليزية)
- إليونورا جيورجي على موقع قاعدة بيانات الأفلام السويدية (السويدية)
- إليونورا جيورجي على موقع ديسكوغز (الإنجليزية)
- إليونورا جيورجي على موقع قاعدة بيانات الفيلم (الإنجليزية)
- إليونورا جيورجي على موقع كينوبويسك (الروسية)